# 托里兹
托里兹（法語：Taurize，法語發音：[toʁiz] ⓘ）是法国奥德省的一个市镇，属于卡尔卡松区。

## 地理
托里兹（43°4'35"N, 2°30'19"E）面积8.34 平方千米，位于法国奧克西塔尼大區奥德省，该省份为法国南部沿海省份，北起塔恩省，西北接上加龙省，西接阿列日省，南至东比利牛斯省，东临地中海，东北与埃罗省接壤。
与托里兹接壤的市镇（或旧市镇、城区）包括：莱里耶尔、迈罗讷、里约昂瓦勒、塞尔维耶斯昂瓦勒、维莱特里图尔。

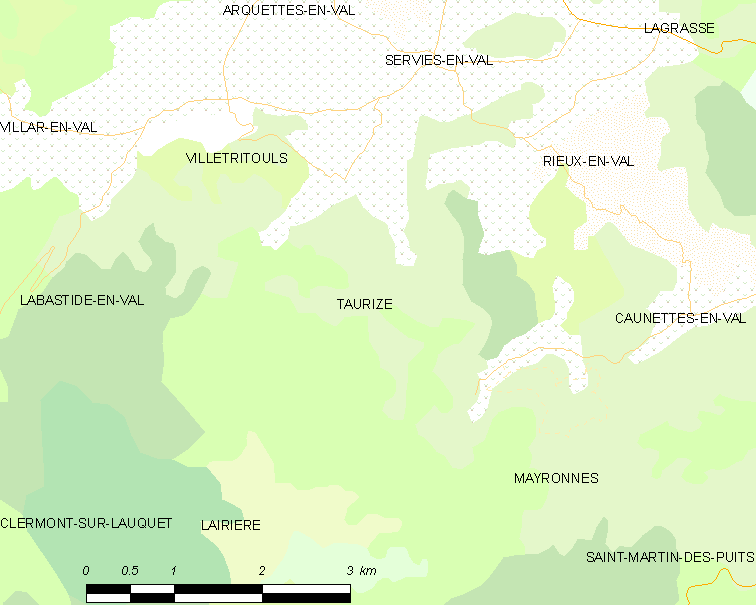
托里兹的OSM定位图

托里兹的时区为UTC+01:00、UTC+02:00（夏令时）。

## 行政
托里兹的邮政编码为11220，INSEE市镇编码为11387。

## 政治
托里兹所属的省级选区为亚拉里克山县。

## 人口

1962-2008年间托里兹人口变化图示

托里兹于2022年1月1日时的人口数量为106人。